# Joel Asoro
Joel Joshghene Asoro (Svédország, 1999. április 27. –) svéd labdarúgó, jelenleg a Djurgårdens IF játékosa. Középpályásként és csatárként is képes pályára lépni.

## Pályafutása

### Kezdeti évek
Asoro az IFK Haninge ifiakadémiáján kezdett el futballozni, majd a Svédországban a játékosneveléséről híres IF Brommapojkarnához került, 11 éves korában. A csapat ifiakadémiájáról korábban olyan játékosok kerültek ki, mint John Guidetti, Albin Ekdal, Simon Tibbling és Ludwig Augustinsson.

### Sunderland
2015-ben leigazolta az angol Sunderland. Egy évvel később, 2016. augusztus 21-én bemutatkozott az első csapatban, egy Middlesbrough elleni bajnokin, miután a 81. percben beállt Duncan Watmore helyére. Ezzel ő lett az addigi legfiatalabb svéd a Premier League-ben. Három nappal később, a Shrewsbury Town ellen 1-0-ra megnyert Ligakupa-meccsen kezdőként kapott lehetőséget.

### Swansea City
2018 júliusában aláírt a Swansea City csapatához.

### A válogatottban
Asoro 2016. szeptember 5-én, Spanyolország ellen mutatkozott be a svéd U21-es válogatottban. A svéd sajtó szerint az 1-1-es találkozón a Paris Saint-Germain, az AC Milan, az Internazionale, a Borussia Dortmund, a Bayern München, az RB Leipzig, a Villarreal és a Valencia is figyeltette Asorót. Egy nappal később a Newcastle United és az Arsenal játékosmegfigyelője is elismerően beszélt róla. Október 6-án ellen, Észtország ellen megszerezte első gólját.